# Tylophora costantiniana
Tylophora costantiniana är en oleanderväxtart som först beskrevs av Ying Tsiang, och fick sitt nu gällande namn av M.G. Gilbert, W.D. Stevens och P.T. Li. Tylophora costantiniana ingår i släktet Tylophora och familjen oleanderväxter. Inga underarter finns listade i Catalogue of Life.